# 下馬塘駅
下馬塘駅（かまとうえき）は中華人民共和国遼寧省本渓市南芬区にある、中国鉄路総公司（CR）瀋丹線の駅。1907年に開業。瀋陽駅から120km、丹東駅から150kmの位置にある。瀋陽鉄道局所属の四等駅に設定されている。

## 駅周辺
- 人民法院下馬塘人民法庭
- 中国郵政
- 下馬塘派出所
- G304国道
- 瀋丹高速道路 下馬塘インターチェンジ

## 隣の駅
中国国鉄
瀋丹線
南芬駅 - 下馬塘駅 - 連山関駅